# بخش لوک
بخش لوک یکی از بخشهای کانتون وله  در کشور سوئیس است.